# أليخاندرو سواريز لوزانو
أليخاندرو سواريز لوزانو (بالإسبانية: Alejandro Suárez Lozano)‏ هو مخرج إسباني، ولد في 1980 في باراكالدو في إسبانيا.

## روابط خارجية
- أليخاندرو سواريز لوزانو على موقع IMDb (الإنجليزية)
- أليخاندرو سواريز لوزانو على موقع قاعدة بيانات الفيلم (الإنجليزية)